# Chichibu Railway
La Chichibu Railway (秩父鉄道株式会社?, Chichibu Tetsudō Kabushiki-gaisha) è una compagnia giapponese che gestisce linee ferroviarie (come la Linea principale Chichibu) nella parte settentrionale della prefettura di Saitama nella regione di Chichibu. Oltre alle operazioni ferroviarie, la società si occupa del settore immobiliare e turistico. La sede centrale si trova nella città di Kumagaya, nella prefettura di Saitama.

## Storia
L'azienda è stata fondata l'8 novembre 1899 come Ferrovia Jōbu (上武鉄道?, Jōbu Tetsudō).. Nel 1901 viene inaugurato il tratto tra la stazione di Kumagaya e la stazione di Yorii. Nel 1916 il nome fu cambiato in Chichibu Railway e nel 1922 acquisì la ferrovia Hokubu che operava tra le stazioni di Hanyu e Gyōda (ora Gyōdashi). Nel 1930 inizia ad operare sulla linea completa tra Hanyu e Mitsumineguchi. Nel 1980 la sede centrale viene trasferita a Kumagaya e nel 1988 inizia l'attività il treno trainato da una locomotiva a vapore, chiamato Paleo Express. 
La Taiheiyo Cement è il suo maggiore azionista e una delle operazioni principali della Chichibu Railway è il trasporto di calcare dal Monte Bukō. Il servizio passeggeri della ferrovia si concentra sull'industria del turismo, poiché lungo la linea si trovano destinazioni popolari. Un treno trainato da una locomotiva a vapore opera regolarmente durante alcune stagioni, attirando turisti da tutto il Paese.

## Linee ferroviarie
- Linea principale Chichibu (秩父本線): Hanyu - Mitsumineguchi (71.7 km)
- Linea Mikajiri (三ヶ尻線): Takegawa - Mikajiri (3,9 km) (linea merci che trasportava carbone chiusa nel 2020)[3]

## Materiale rotabile

### Treni
Sulla linea vengono utilizzati veicoli trasferiti da altri operatori ferroviari
- Serie 5000 - Ex Ufficio metropolitano del trasporto di Tokyo (metropolitana Toei) serie 6000
- Serie 6000 - Ex ferrovie Seibu nuova serie 101
- Serie 7000 - Ex serie 8500 della Tōkyū Corporation
- Serie 7500/serie 7800 : ex serie 8090 della Tōkyū Corporation
- C58 serie 363 “Paleo Express”

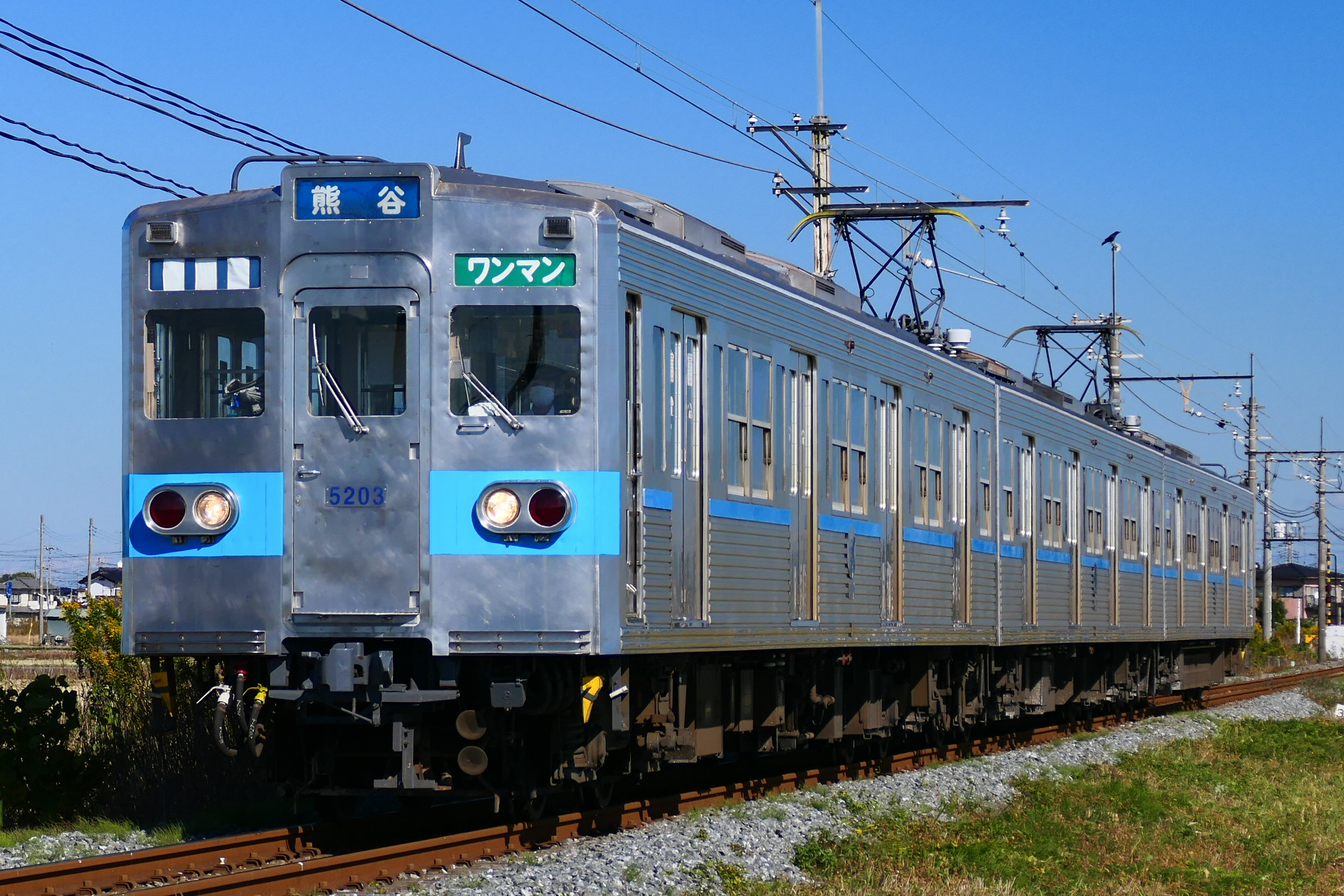
serie 5000
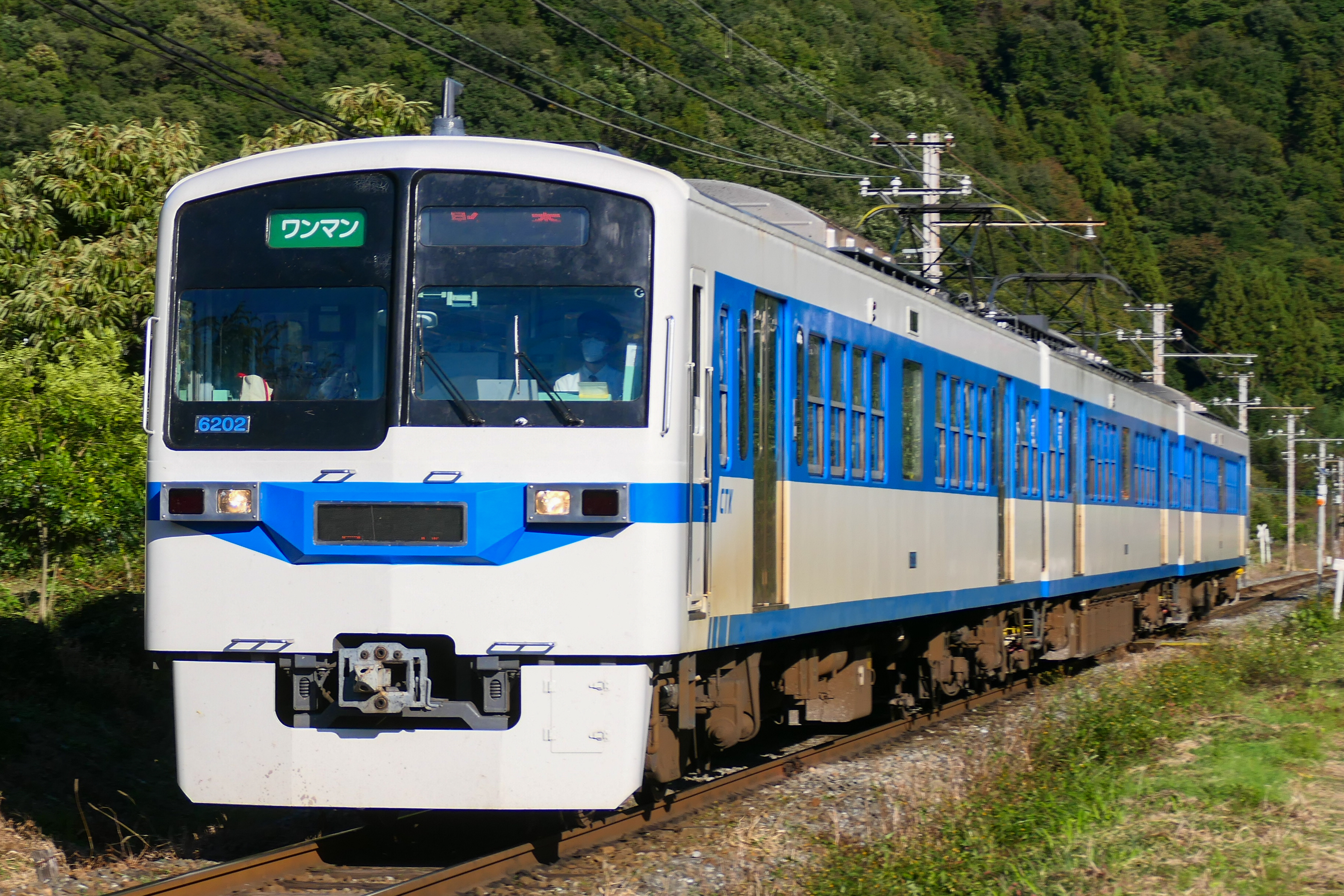
serie 6000
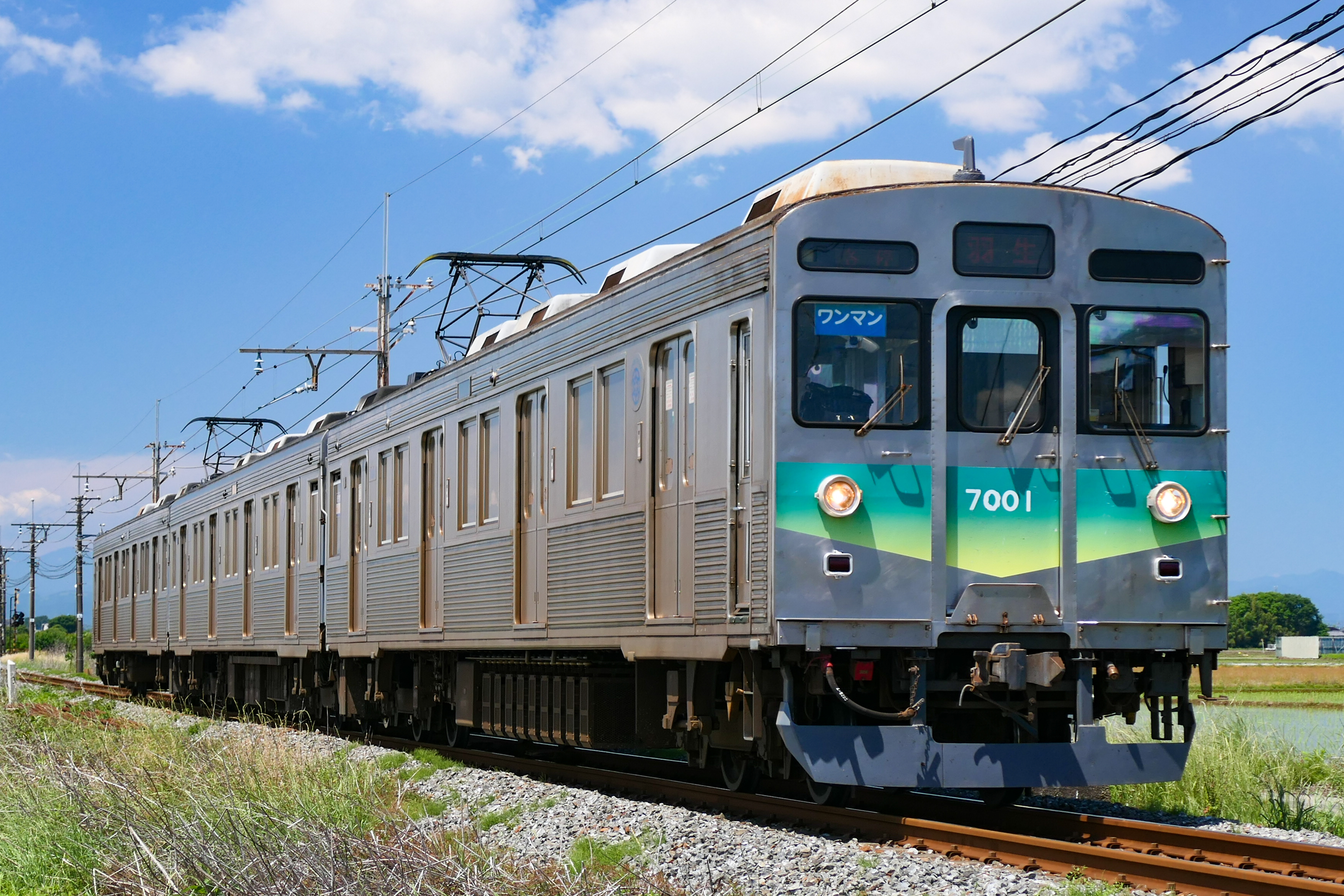
serie 7000
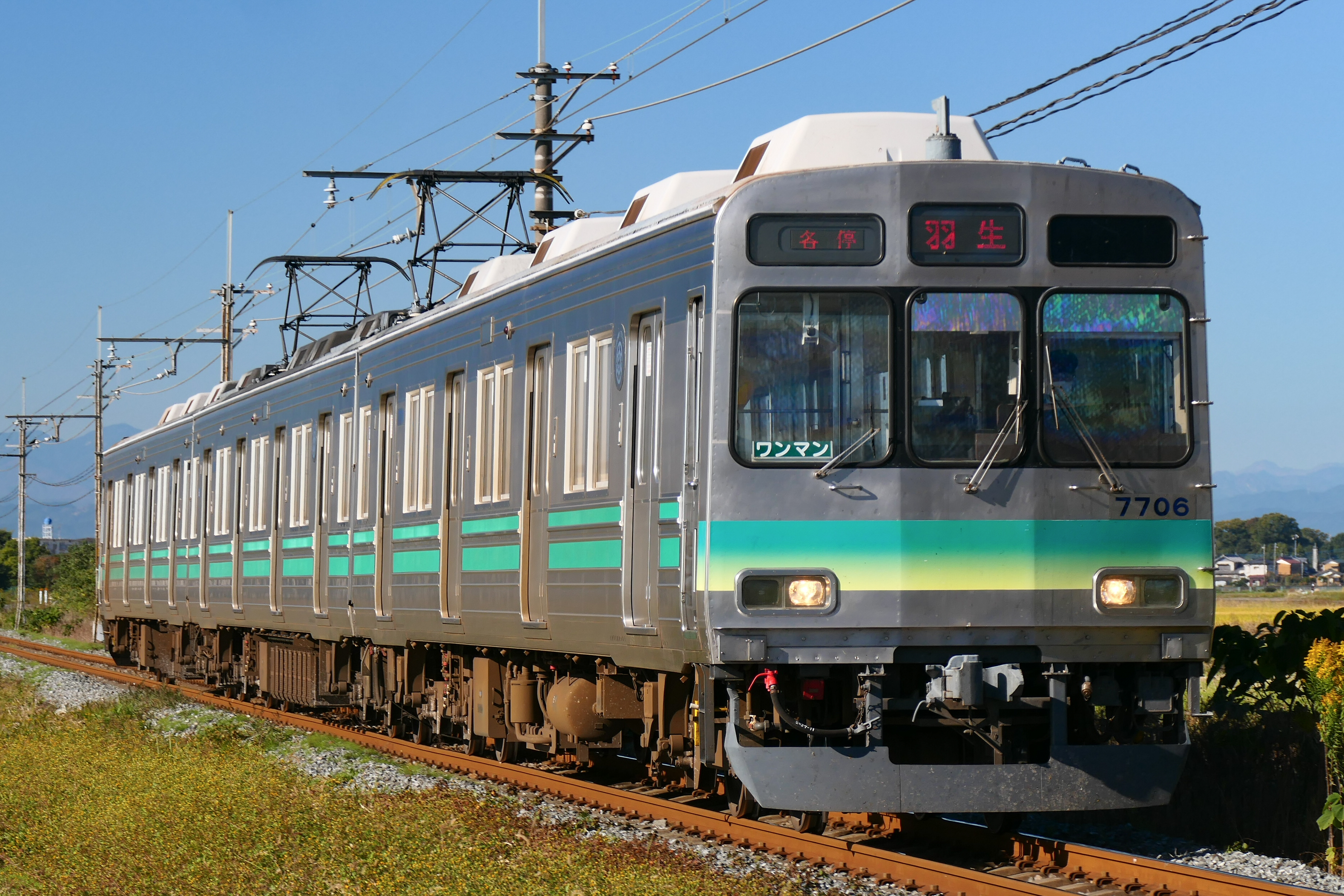
serie 7500
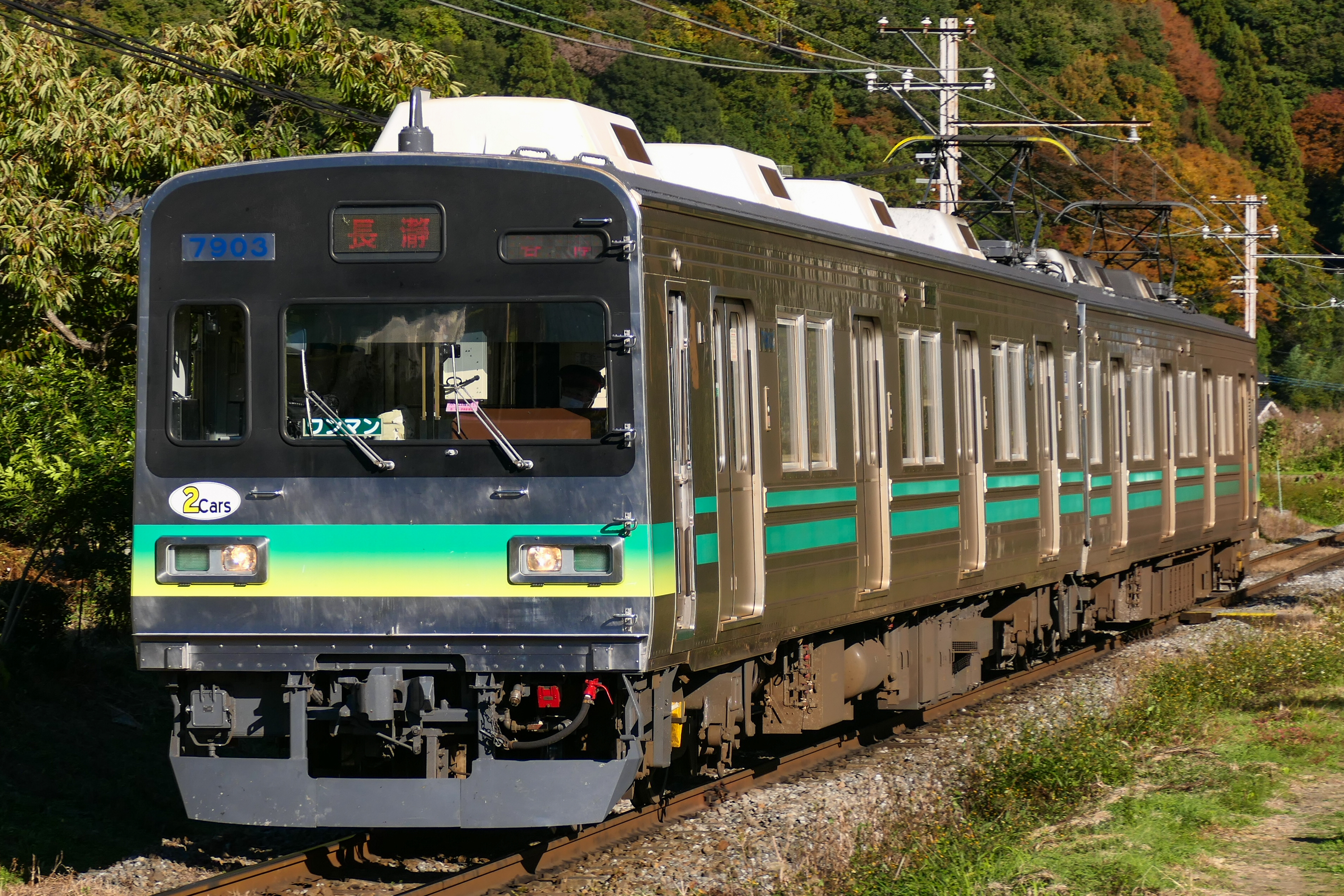
serie 7800
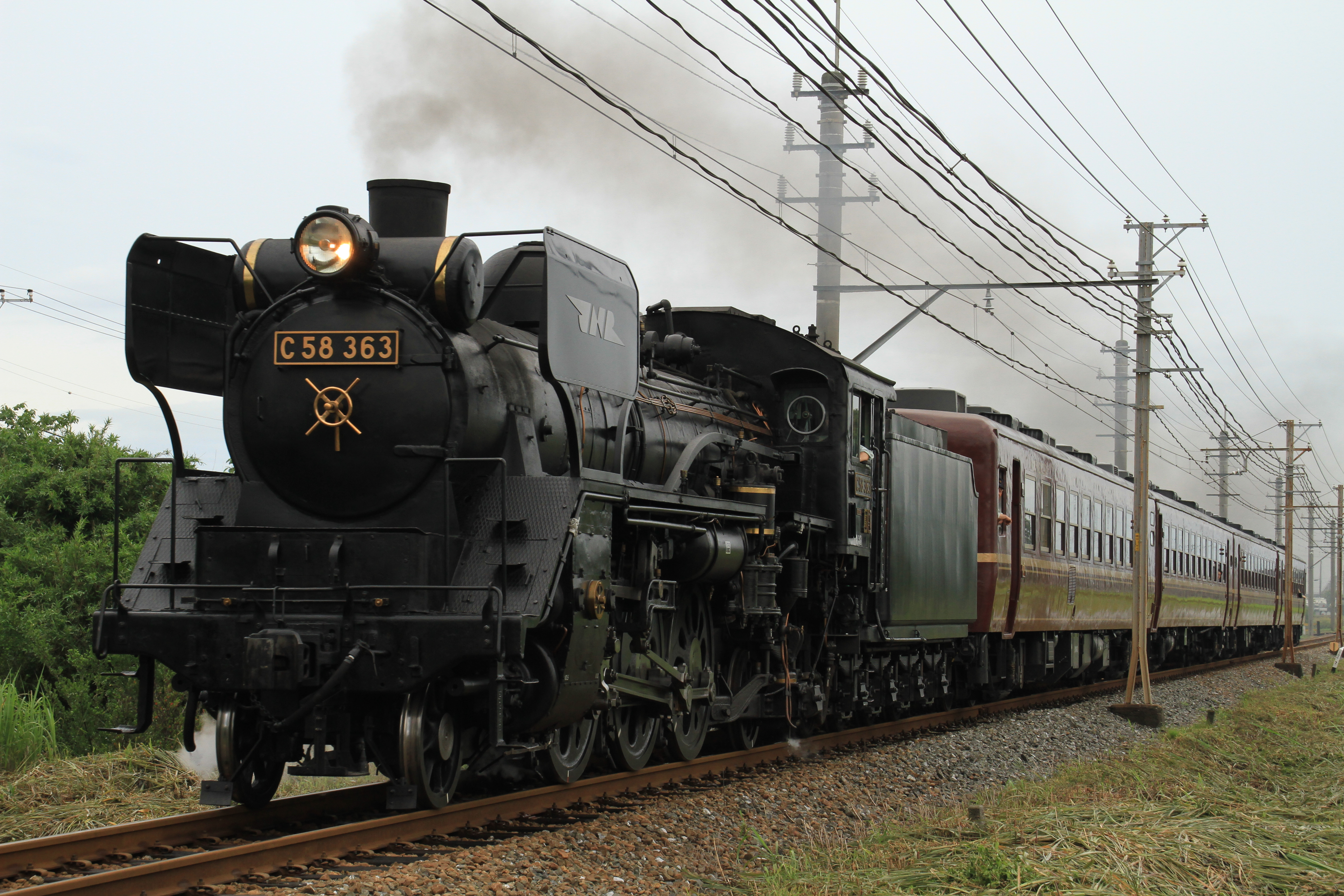
C58 serie 363 “Paleo Express”